# Ste-Marie (Brouilla)
Die romanische Pfarrkirche Sainte-Marie im südfranzösischen Ort Brouilla im Departement Pyrénées-Orientales in der alten Kulturregion des Roussillon gehört zu den seltenen Bauten mit einem Dreikonchenchor. Der Kirchenbau ist seit 1972 als Monument historique anerkannt.

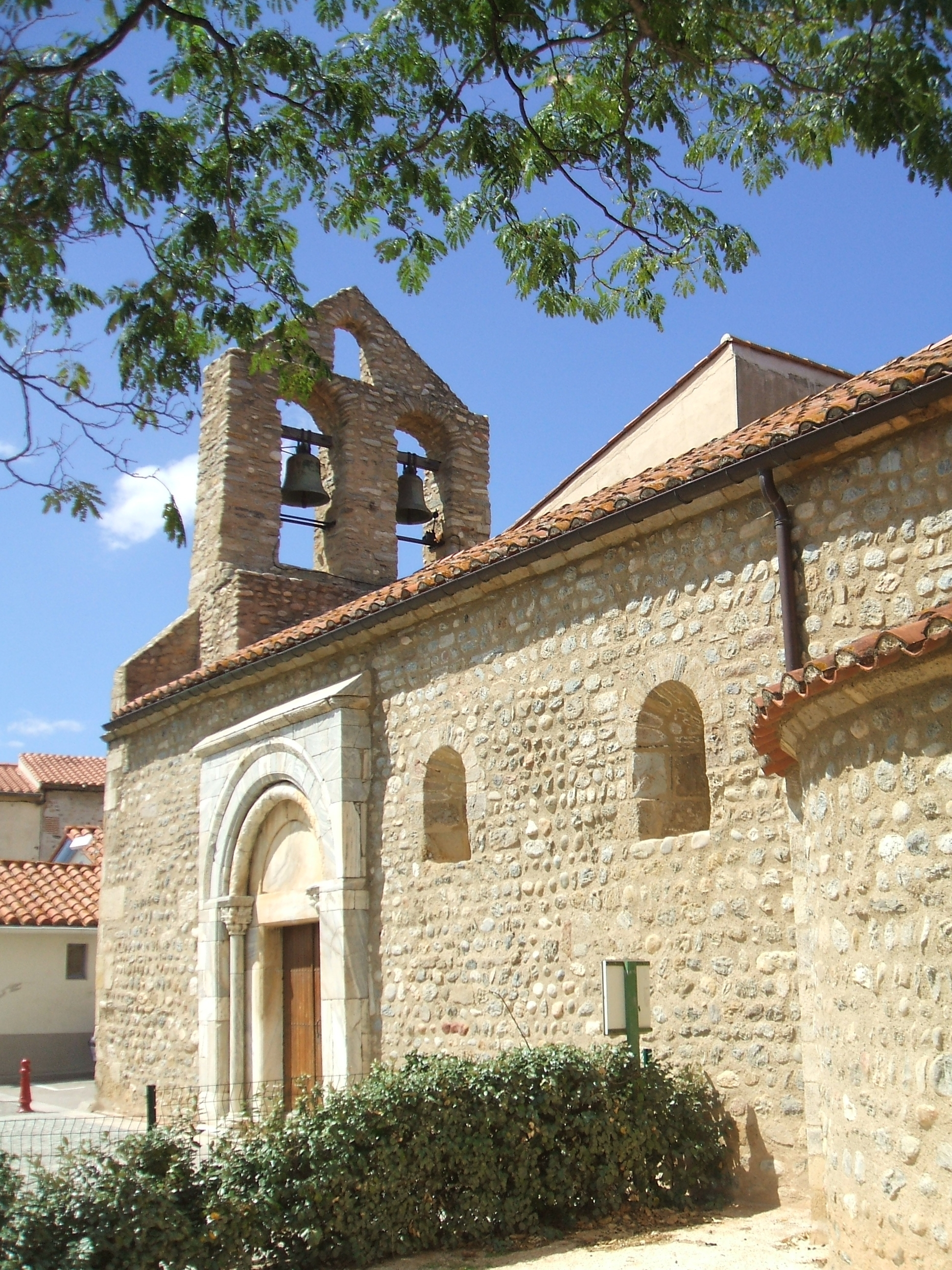
Kirche Sainte-Marie in Brouilla

## Lage
Die Kirche befindet sich im Ort Brouilla nur etwa 300 m vom Nordufer des Flusses Tech entfernt in einer Höhe von ca. 30 m; die Großstadt Perpignan liegt etwa 16 km (Fahrtstrecke) nördlich, die ehemalige Bischofsstadt Elne ist etwa 9 km in nordöstlicher Richtung entfernt.

## Geschichte
Die erste Erwähnung einer Kirche mit Namen Notre-Dame de l’Assomption im Ort Brulianum stammt aus dem Jahr 959. Der aktuelle Kirchenbau stammt jedoch im Wesentlichen aus dem frühen 12. Jahrhundert. Das Portal und der Glockengiebel (clocher mur oder espadanya) sind möglicherweise wenige Jahrzehnte später hinzugefügt worden. Die Kirche diente wohl schon immer ausschließlich als Pfarrkirche des kleinen Ortes.

## Architektur

### Steinmaterial
Der Bau ist beinahe vollständig aus unbehauenen Bruchsteinen errichtet; nur die deutlich größeren und den Bau stabilisierenden Ecksteine sowie die Laibungen des Apsisfensters sind exakt behauen. Das Portal ist aus dem hellen Marmor von Céret gefertigt, der aus ca. 20 km Entfernung herbeigeschafft wurde.

### Chor
Die Chorlösung der keinen Kirche ist in der Region einzigartig: die größere Mittelapsis wird begleitet von zwei rechtwinklig dazu angeordneten kleineren Seitenapsiden, was den Bau in die Tradition der Dreikonchenchöre einreiht. Die Mittelapsis verfügt über ein kleines Fenster mit abgeschrägten Laibungen; die seitlichen Apsiden sind fensterlos.

### Langhaus
Das etwa 12 m lange Langhaus der Kirche hat zwei hochliegende Fensteröffnungen auf der Südseite sowie ein kleines Fenster in der ansonsten schmucklosen Westfassade; die Nordseite der Kirche ist fensterlos. Das Eingangsportal befindet sich – wie in der Region üblich – auf der Südseite.

### Portal
Im Vergleich zum übrigen Bau ist das leicht aus der Mauerflucht hervortretende Portal außergewöhnlich exakt behauen. Zwei eingestellte Säulen tragen jeweils ein figürlich gestaltetes Kapitell mit löwenartigen Monstern und kleinen menschlichen Figuren im Hintergrund; über einer seitlich eingebundenen und teilweise dekorierten Kämpferplatte befindet sich ein mit Flechtbändern verzierter innerer Archivoltenbogen. Die Innenkante der Stirnseite des äußeren Bogens ist abgefast und mit Blattzungen dekoriert; darüber verläuft ein leicht nach außen vorstehender Bogen mit Rankenwerks-Ornamentik. Das aus einer Steinplatte bestehende Tympanonfeld ist undekoriert; nach oben schließt ein vorspringendes Gesims mit pflanzlichem Dekor die Portalzone ab.

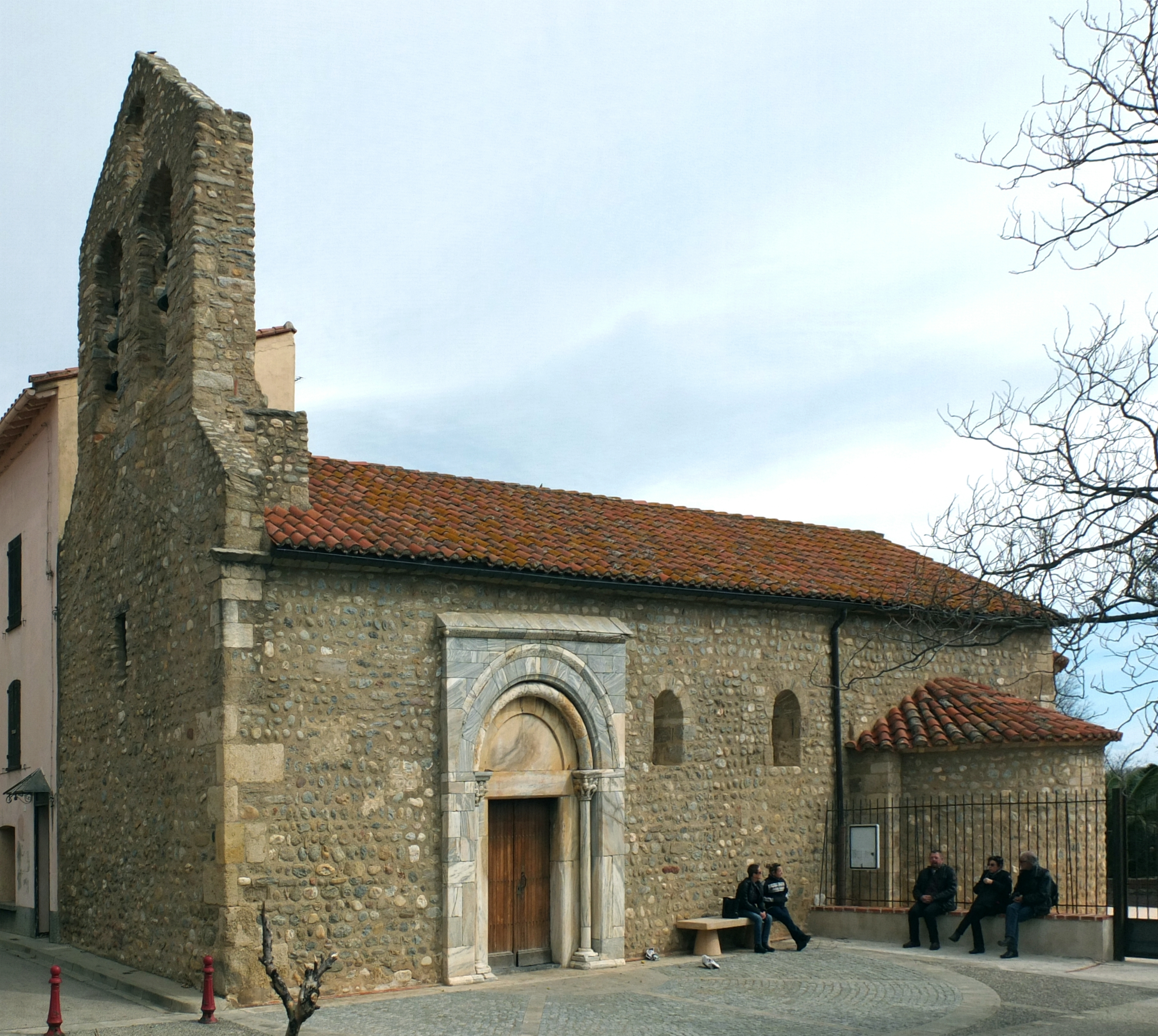
Église Sainte-Marie de Brouilla (Ansicht von SW)
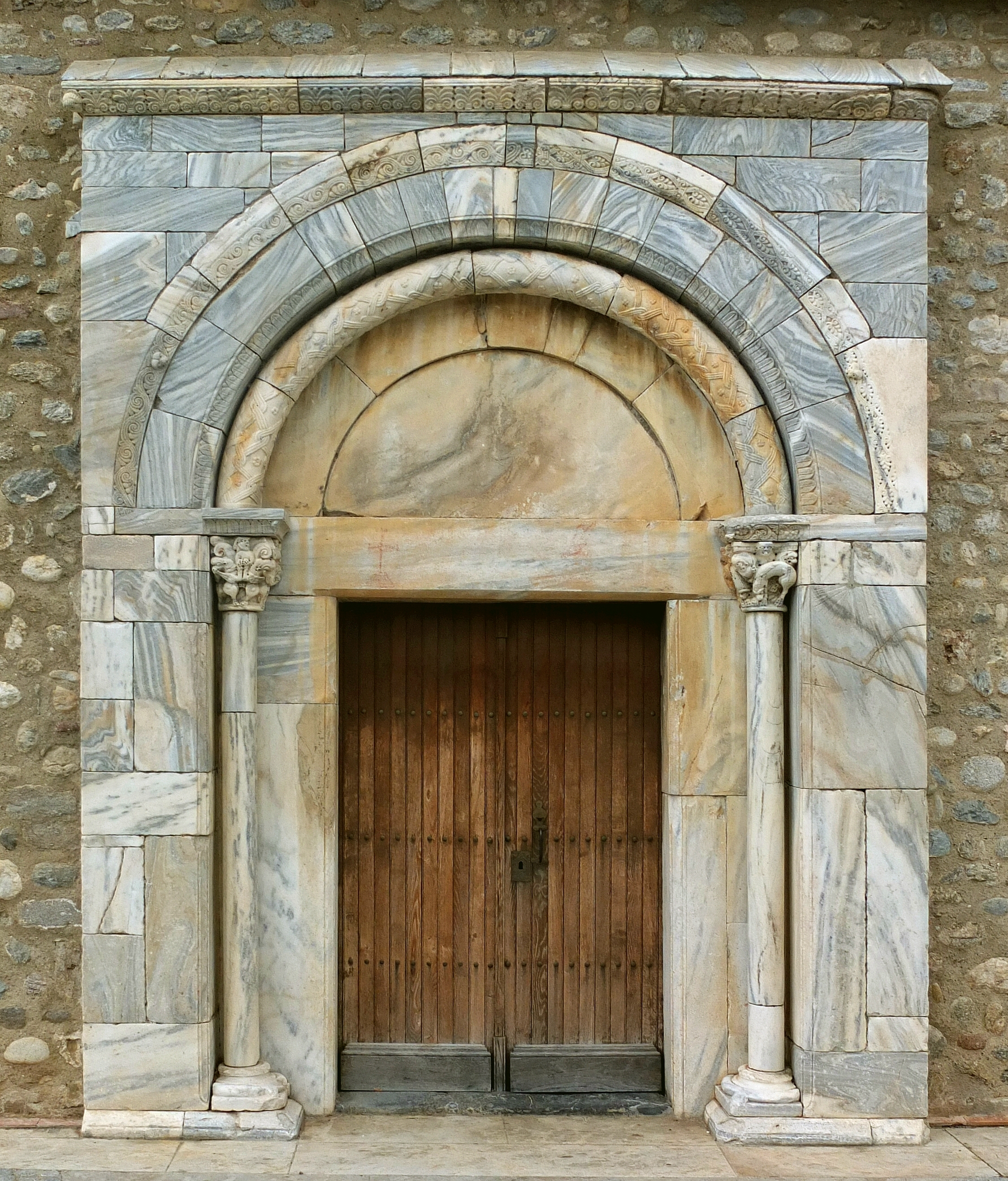
Portal
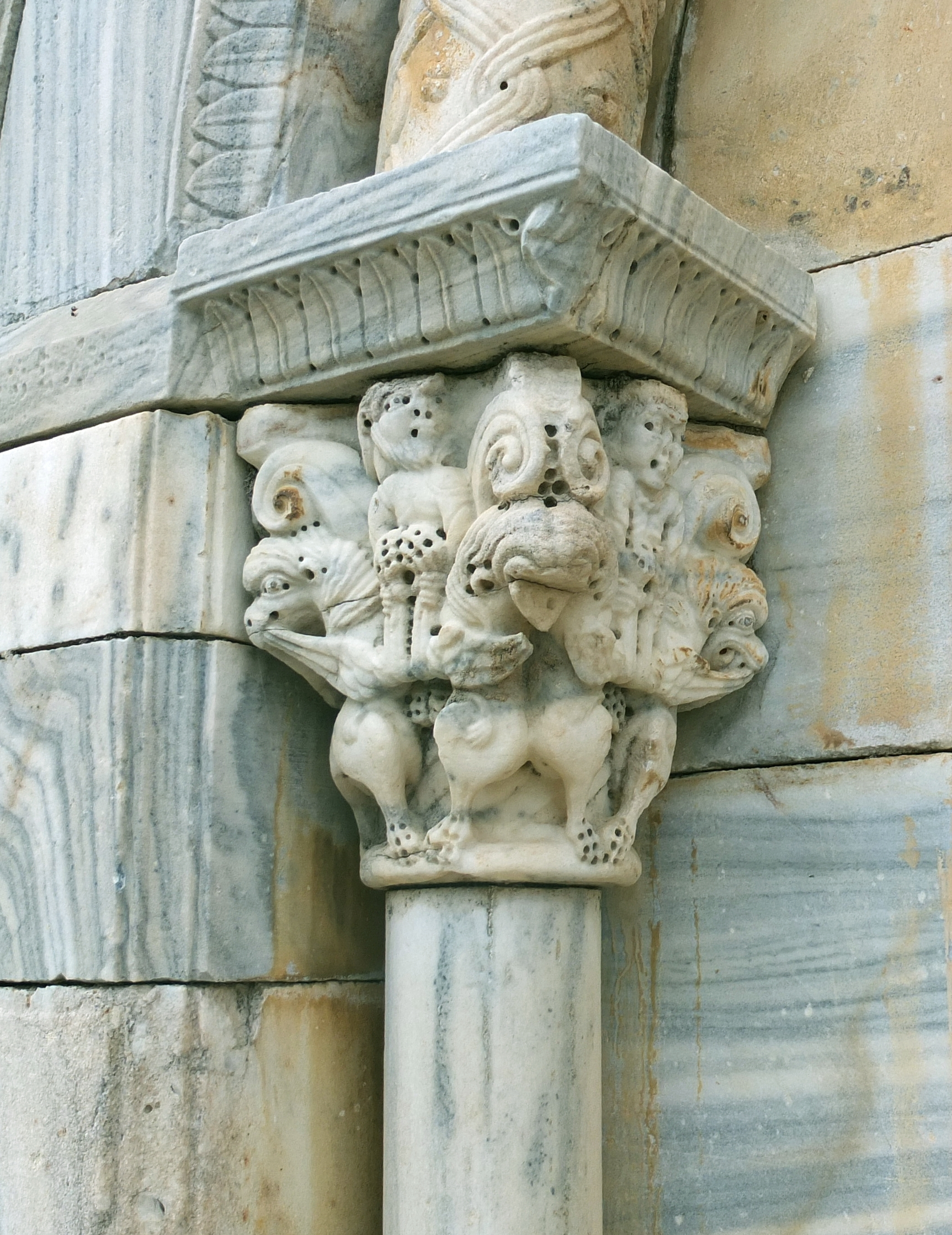
Linkes Kapitell
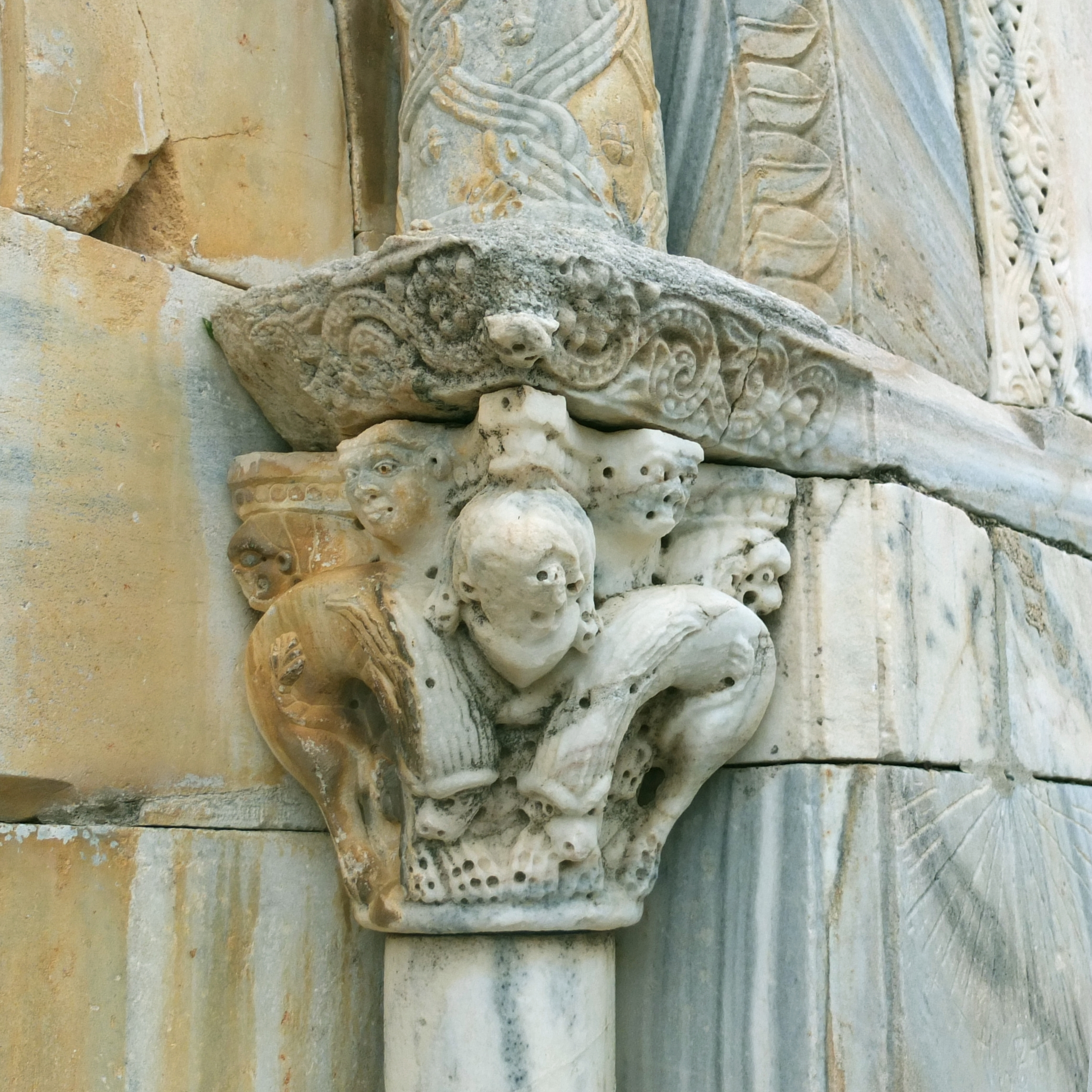
Rechtes Kapitell
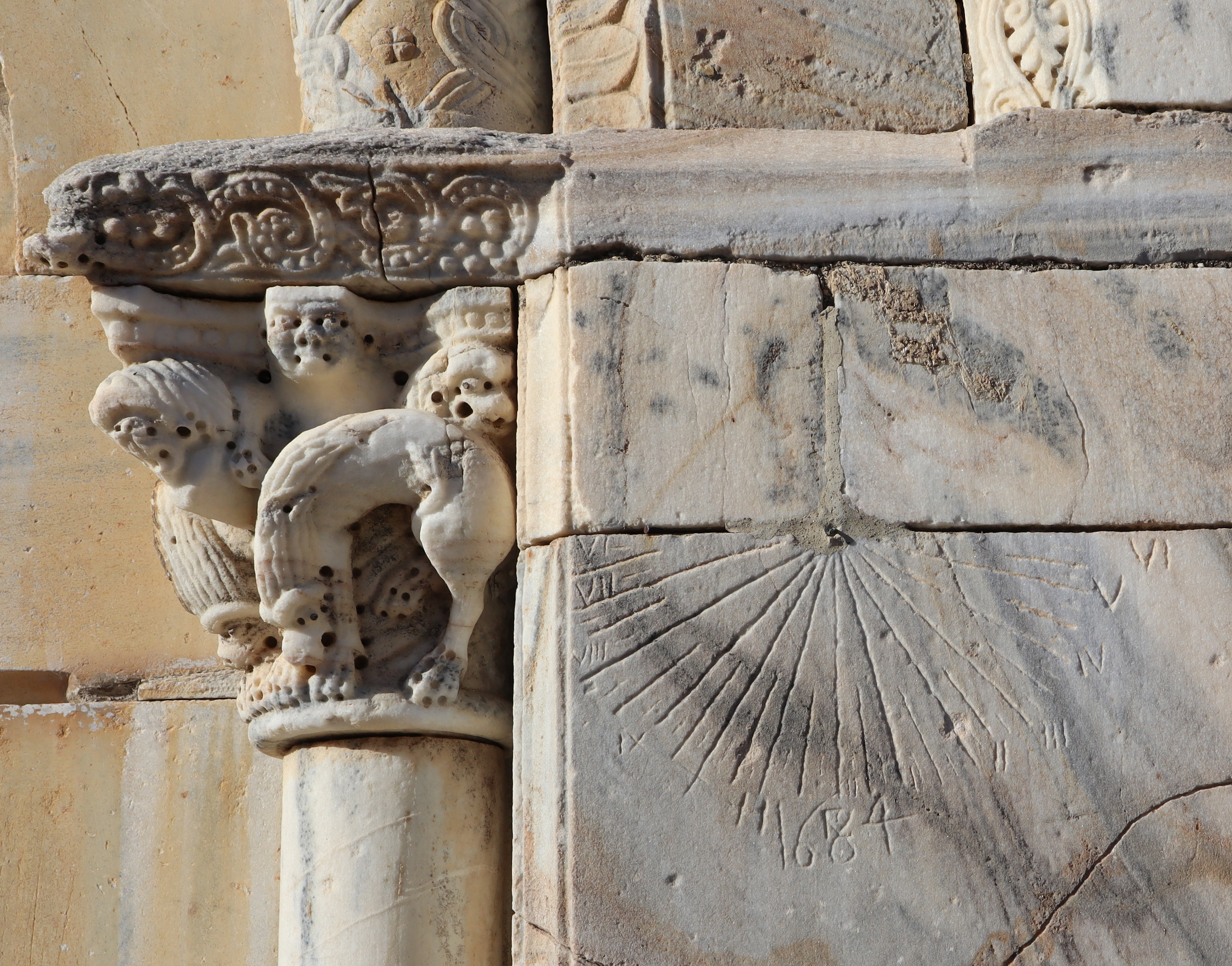
Kapitell und Sonnenuhr (1684)

### Innenraum
Das allseitig verputzte Kirchenschiff ist tonnengewölbt mit Gurtbogenunterzügen; die drei Apsiden haben schmucklose
Kalottenwölbungen.

## Ausstattung
Zur Ausstattung gehören ein aus einem schmucklosen Kapitell gefertigtes Weihwasserbecken und ein ebenfalls schmuckloser Taufstein in der rechten Seitenapside. Drei Marienfiguren des 15. bis 17. Jahrhunderts sind ebenfalls zu erwähnen. Ein für eine kleine Pfarrkirche recht bedeutsames beidseitig bemaltes Altarbild mit Szenen der Passion Christi sowie ein anderes mit einem hostienspendenden Jesus (beide aus dem 16. Jahrhundert) sind nicht permanent ausgestellt.